# Edvard Erdmann
Edvard Erdmann, född 31 oktober 1840 i Stockholm, död 8 september 1923 i Saltsjö-Duvnäs, var en svensk geolog. Han var son till geologen Axel Erdmann och far till konstnären Axel Erdmann.
Erdman genomgick Teknologiska institutet, antogs 1861 såsom biträdande geolog vid Sveriges geologiska undersökning (SGU), var 1870-1910 geolog vid nämnda verk och var från 1871 tillika amanuens vid det därmed förenade, nybildade geologiska museet. Han var en av stiftarna av Geologiska Föreningen i Stockholm, i vilken han 1873-76 var sekreterare och 1882, 1888 och 1897 ordförande. År 1875 företog han, med statsbidrag, en vetenskaplig resa till Tyskland, Schweiz och England. 
Såsom tjänsteman vid SGU utarbetade han de geologiska kartbladen Lindsbro (1865), Nyköping (1867), Baldersnäs (1870; tillsammans med David Hummel), Rydboholm (1871), Breven (1878), Helsingborg (1881), Landskrona (1881), Askersund (1889) och Grisslehamn (1895), jämte åtföljande beskrivningar. Utöver nedanstående skrifter översatte och bearbetade han Archibald Geikies "Geology" ("Geologi", 1876; utgörande femte häftet av "Naturvetenskapernas första grunder") samt redigerade och utgav "Samling af svenska mineraler, berg- och jordarter" (1876).
Vid Uppsala universitets Linnéfest 1907 kreerades han till filosofie hedersdoktor och efter pensioneringen 1910 fortsatte han sina undersökningar av Skånes stenkolsförande formation, och 1915 fullbordades hans stora arbete därom (De skånska stenkolsfälten och deras tillgodogörande, geologisk och teknisk beskrifning, med atlas af 16 tavlor, 1911-15). Den därtill hörande geologiska kartan över Skåne (1:400 000) utkom särskilt till internationella geologkongressen i Stockholm 1910. Den geologiska behandlingen av Skånes stenkolsfält och hela Skånes geologi i samband därmed är hans största geologiska arbete, och egentligen är ovannämnda arbete att betrakta som tredje upplagan, i det att han redan 1872 och 1887 hade utgivit "beskrifningar" över Skånes stenkolsförande bildningar.
Över sitt andra stora geologiska livsverk, SGU:s museum, gav han 1916 en utförlig historik (Sveriges Geologiska Undersöknings Museum, dess första anläggning samt tillväxt, innehåll och utseende m.m. före flyttningen till Frescati 1915, 1916), då detsamma flyttats från den lokal vid Mäster Samuelsgatan i Tekniska skolans hus, där det 1871 upprättades och öppnades för allmänheten. För sitt arbete om de skånska stenkolsfälten erhöll han 1917 Fysiografiska sällskapets minnesmedalj för arbete i tillämpad naturvetenskap, rörande Skånes lantbruk, dess binäringar eller industri.